# Ungarische Kleinkönigtümer

Die ungarischen Kleinkönigtümer zu Beginn des 14. Jahrhunderts.

Die Ungarischen Kleinkönigtümer waren Territorialherrschaften in Ungarn zu Beginn des 14. Jahrhunderts. Als 1301 mit König Andreas III. der letzte der männlichen Linie des Geschlechts der Árpáden starb, zerfiel das bis dahin einheitliche Ungarn in mehrere Kleinkönigtümer. Herrscher über diese Kleinkönigtümer waren die Oligarchen und Oligarchenfamilien Matthäus Csák, Joachim Gutkeled, Omodej von Aba, Jakob Borsa Kopasz, Ladislaus Kán, Stefan Ákos, Nikolaus Pok und die Herren von Güns. In den 1320er-Jahren beendete König Karl I. Robert in einer Reihe von Feldzügen die Macht der Oligarchen und stellte die Zentralmacht wieder her.

## Entstehung
Ende des 12. Jahrhunderts begann die Einwanderung einer großen Zahl von Bauern nach Ungarn. Die ungarischen Dörfer wurden nach deutschem Recht organisiert, was die Erträge des Großgrundbesitzes und damit die Macht der Aristokratie erhöhte. 
Die Burgen des Landes gehörten zu dieser Zeit mit wenigen Ausnahmen dem König und wurden von seinen Gespanen (comites) verwaltet. Nach dem Mongolensturm 1241 förderte König Béla IV. den Burgenbau durch die Aristokraten. Zwischen 1242 und 1270 wurden mindestens 70 neue Burgen erbaut, davon 55 von den Aristokraten. Damit erhöhte sich zusätzlich der politische und militärische Einfluss der aristokratischen Großgrundbesitzer. 
Ab 1262 kam es zu kriegerischen Feindseligkeiten zwischen König Béla IV. und seinem Sohn Stephan V. und damit zu einem stetigen Zerfall der Zentralmacht des Königs. Um sich mächtige Anhänger zu sichern, schenkten Vater und Sohn Güter an die Aristokraten, was diesen zusätzlichen Machtgewinn einbrachte. Zumeist waren die Begünstigten unmittelbare Mitarbeiter des Königs und seines Sohnes, die Landesämter und Hofämter bekleideten wie die Palatine und Gespane. 
Zunächst gab es Dutzende Aristokraten, die mehr als eine Burg besaßen. Da nach ungarischem Rechtsbrauch die Güter nach dem Tod des Vaters unter den Söhnen aufgeteilt werden mussten, blieb der Besitz in der Familie. Dieser Rechtsbrauch sowie der Übergang von Burgen durch Kauf und gewalttätige Eroberungen bewirkte eine Konzentration der Macht auf immer weniger Familien.

## Zeit der Oligarchen

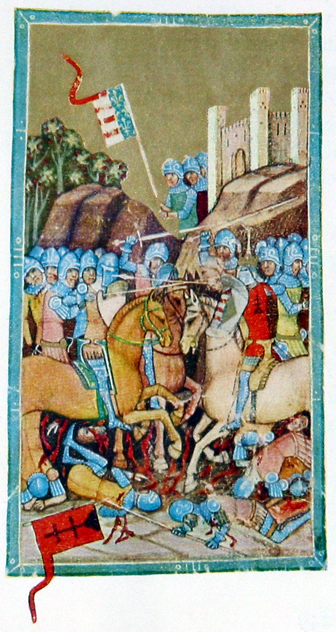
Schlacht König Karl I. Robert gegen den Oligarchen Matthäus Csák bei Kassa, 1312.

Der größte Teil Ungarns war in Komitate aufgeteilt an deren Spitze ein Gespan stand, der ein Drittel der königlichen Einkünfte aus dem Komitat bekam und Befehlshaber der Komitatsburg war. Gewisse Gebiete wie Slawonien wurden demgegenüber einem vom König ernannten Vizekönig (Palatine und Banusse) unterstellt. Die Vizekönige übten alle königlichen Funktionen als oberste Richter, Verwalter und Feldherren aus. Die Amtsinhaber durften großteils auch ihre Vertreter auswählen. Die Ämter waren in dieser Zeit nicht erblich. 
Als Palatine, Banusse, Woiwoden und Gespane waren die Oligarchen Inhaber der höchsten Ämter des Landes und hatten dadurch auch legitimierte Macht über ihre Herrschaftsgebiete. Sie führten eine eigene Hofhaltung mit eigener Kanzlei und knüpften diplomatische und Heiratsbeziehungen zu Außenmächten. Und obwohl sie sogar außenpolitisch weitgehend unabhängig vom König agierten setzten diese ungarischen „Kleinkönige“ keine Schritte um der Institution des Königtums ein Ende zu setzen. 
Den in der Geschichtsschreibung gelegentlich vermuteten Bestrebungen der Oligarchen nach eigenen Fürstentümern setzt beispielsweise Fügedi folgendes entgegen. In Ungarn war das Königtum seit 300 Jahren verwurzelt und die Oligarchen hatten nicht ausreichend Zeit um das einheitliche Königreich in Kleinstaaten aufzuteilen. Die Ungarn waren daran gewöhnt stets einen König unter der Stephanskrone zu haben und die Oligarchen brauchten den König um ihre Amtstitel zu legitimieren. Bei Konflikten mit dem König suchten sie entweder einen Ausgleich oder sie suchten einen anderen Monarchen, von dem sie hofften ihn leichter beeinflussen zu können. Außerdem waren die Oligarchen häufig in kriegerische Auseinandersetzungen untereinander verstrickt und bedienten sich dabei immer wieder des Königs.
König Karl I. Robert unternahm eine Reihe von Feldzügen gegen die Oligarchen. Einen entscheidenden Sieg errang er im Jahr 1316 gegen die besonders aufständischen Günser Herren. Er zerstörte Somogyvár, bezwang die Festungen Nyék, Tamási und Tolnavár und nahm danach Kőszeg, die Hauptfestung der Günser, ein. Bis dahin war der Machtbereich des Königs im Wesentlichen auf den Südteil des Königreichs von Pozsega bis Siebenbürgen begrenzt. Anderswo, zum Beispiel um Ofen und in der Zips, hatte er nur entfernte und isolierte Stützpunkte. In den 1320er-Jahren stelle Karl I. Robert die Zentralmacht des Königtums schließlich wieder her.